# Isoetes boomii
Isoetes boomii är en kärlväxtart som beskrevs av Luebke. Isoetes boomii ingår i släktet braxengräs, och familjen Isoetaceae. Inga underarter finns listade i Catalogue of Life.